# Anissa Kate
Anissa Kate (Lyon, 7 de mayo de 1987) es una actriz pornográfica y directora francesa.

## Biografía
Anissa, de origen argelino, también ejerce como directora. Debutó en septiembre de 2011 en el filme Ultimate French Girls 3. Ganó el Premio AVN a la mejor actriz extranjera del año en tres ocasiones, en 2014, 2015 y 2019. Muy valorada por sus senos naturales. Es reconocida por su esbelta figura y su prominente pecho natural. También por sus escenas de sexo anal incluyendo dobles penetraciones.

## Distinciones

### Premios
- 2013  : Premio AVN Galaxy Premios: Mejor nueva actriz europea
- 2014  : Premio AVN a la Mejor actriz extranjera (Foreign Artista Femenina del Año)
- 2014  : Premio XBIZ a la Mejor escena - Todo-Girl "Anissa Kate / Ariel Rebel"
- 2015  : Premio AVN a la Mejor actriz extranjera (Foreign Artista Femenina del Año)

### Nominaciones
- 2013  : Premio AVN a la mejor escena de sexo de grupo - La Iniciación de Anissa Kate con Prince Yahshua, Marco Banderas y de Tony DeSergio
- 2013  : Premio AVN a la mejor escena de sexo en una producción-Exteriores Shot - Den de depravación con Ian de Scott y Omar.
- 2013  : Premio AVN : Mujer Artista Extranjera del Año
- 2013  : Premio XBIZ a la Mejor Escena - Gonzo / No Feature Release - Angels of Debauchery 9 con Mark Ashley
- 2013  : Premio XBIZ : Mujer Artista Extranjera del Año